# Croix-de-Feu
 (mai 2018).

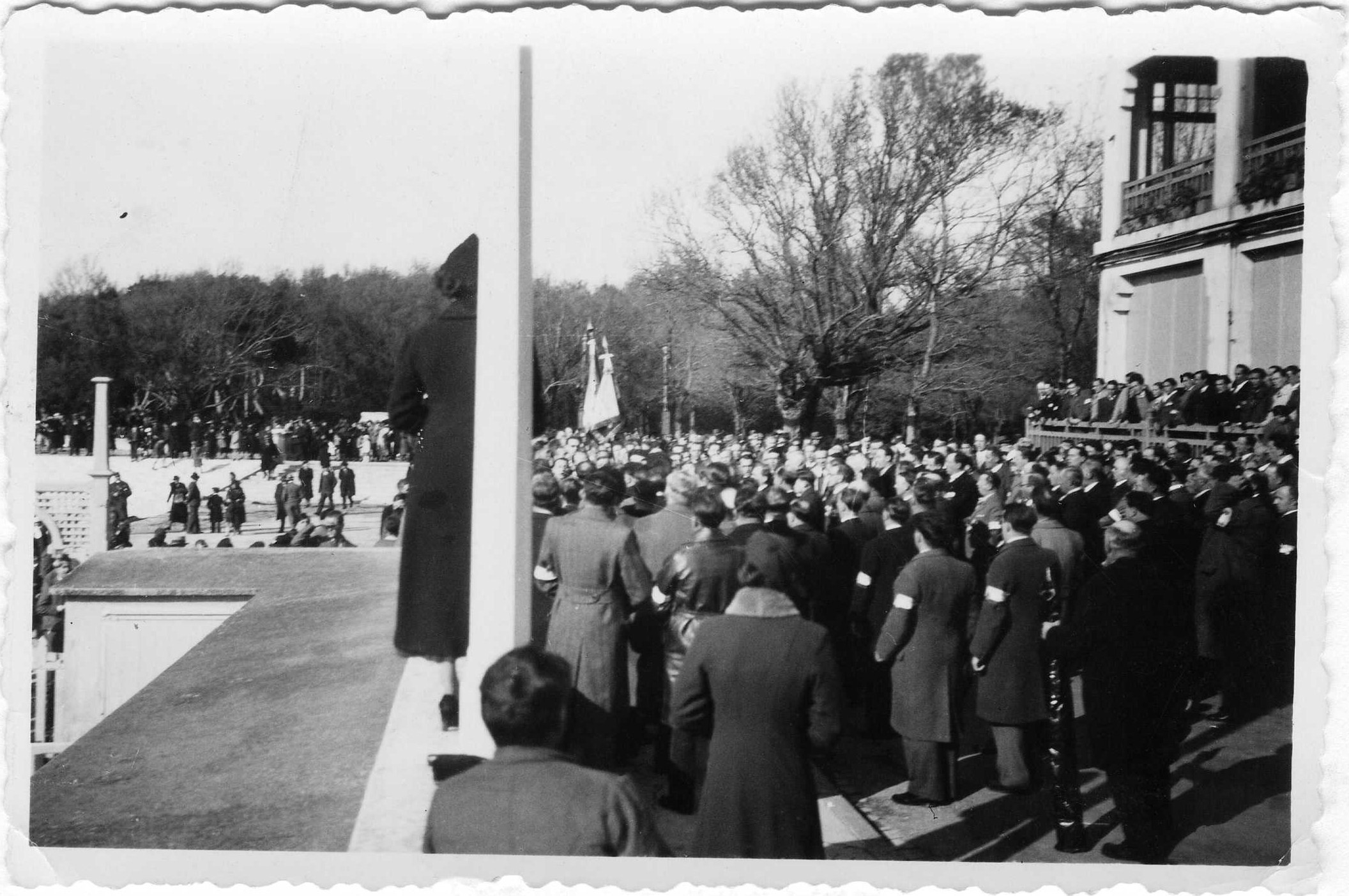
Réunion le 11 novembre 1935 des Croix-de-Feu locales pour la commémoration de l'armistice de 1918. La photographie a été prise le 11 novembre 1935 à la plage de la Concurrence à La Rochelle.

L'association des Croix-de-Feu, ou Association des combattants de l'avant et des blessés de guerre cités pour action d'éclat (1927-1936), est à l'origine un mouvement d'anciens combattants français de la Grande Guerre qui se transforme ensuite en organisation politique nationaliste, voire fasciste selon certains historiens. Elle est dirigée à partir de 1931 par le colonel François de La Rocque (1885-1946).
L'association est dissoute en 1936 par le gouvernement du Front populaire, puis remplacée par le Parti social français (PSF).

## Fondation et débuts (1927-1931)
Au Royaume-Uni et aux États-Unis, les anciens combattants se regroupent dans un nombre très réduit d'associations, mais en France, ceux-ci sont dispersés dans une multitude d'associations. Une tentative de regroupement a lieu le 11 novembre 1927.
Le 26 novembre 1927, à l'opposé de cette tentative et dans la foulée du scandale des décorations mettant en cause le haut fonctionnaire Ruotte, Maurice d'Hartoy regroupe une élite d'anciens combattants dans l'Association des membres de la Légion d'honneur décorés au péril de leur vie (faits de guerre et d'héroïsme civil), dite les Légionnaires. Quasi simultanément, le 27 novembre 1927, toujours avec le soutien financier de François Coty, est fondée une nouvelle association dont les critères d'adhésion sont un peu plus larges : l'Association des combattants de l'avant et des blessés de guerre cités pour action d'éclat, alias association des Croix-de-Feu regroupant des anciens combattants français décorés de la Croix de Guerre 1914-1918 pour leur bravoure et tirent leur nom et leur insigne de la croix de guerre gagnée au feu.
Enfin, au lendemain des funérailles du maréchal Foch, en 1929, d'Hartoy crée l'Association des Briscards, réunissant les anciens combattants ayant passé au moins six mois au feu sans avoir été forcément décorés ou blessés. À partir d'avril 1929, leurs adhérents seront englobés dans les Croix-de-Feu (mais n'y obtiennent le plein droit de vote qu'en 1930), la dénomination officielle devient alors les Croix-de-Feu et Briscards.
La création du mouvement répond à l'origine au désir de revivre l'esprit de fraternité des tranchées et de réparer un acte jugé ignominieux (la tombe du Soldat inconnu ayant été souillée lors d'une manifestation organisée par des communistes le jour de l'exécution de Sacco et Vanzetti le 23 août 1927). L'historien spécialiste des droites françaises René Rémond évoque la volonté de « rassembler le meilleur des anciens combattants, dans le souvenir et la camaraderie, de former une chevalerie du courage militaire, de jeter les fondements d'une sorte de nouvelle Légion d'honneur ». L'insigne du mouvement Croix-de-Feu est une tête de mort superposée sur une croix orthogonale de six langues de feu et diagonalement de deux glaives.
La doctrine est résumée dans le Manifeste Croix-de-Feu.
L'association est hébergée, à sa création, dans l'immeuble du Figaro par François Coty, parfumeur et patron de presse antisémite, et compte approximativement 500 membres en 1928.
Les principales activités du mouvement Croix-de-Feu se répartissent à l'origine en trois types : les réunions patriotiques, les défilés du souvenir au cours des cérémonies sous l'Arc de Triomphe et des pèlerinages sur les champs de bataille.

## Évolution sous François de La Rocque (1931-1936)

### Indépendance du mouvement

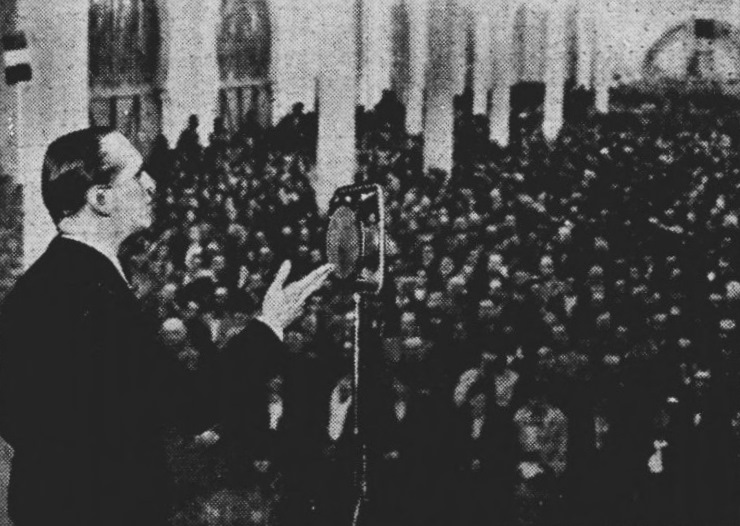
Le colonel de La Rocque devant les Croix-de-Feu algériens réunis à Blida en 1936.

Fin 1929, Maurice d'Hartoy est obligé de se retirer et cède la présidence au capitaine Maurice Genay. François de La Rocque, recommandé par les maréchaux Foch, Fayolle et Lyautey, est sollicité pour prendre la direction de l'association. Il en devient vice-président en 1930 et président général en 1931. La direction de La Rocque entraîne de nombreux changements au sein de l'association, tant dans sa structure qu'idéologiquement, et constitue un véritable tournant dans l'existence des Croix-de-Feu. Fondé comme une amicale du souvenir, le mouvement devient politique et se réclame d'une démarche sociale et patriotique anti-allemande.
C'est ainsi qu'il en vient à soutenir notamment le Comité contre l’Évacuation de la Rhénanie et de la Sarre, fondé par le général Mordacq en 1929.
La Rocque est l'artisan en 1930 de l'indépendance financière et politique des Croix-de-Feu. Il décide de quitter l'immeuble du Figaro et organise le transfert du siège de l'association rue de Milan, à Paris.

### Un nationalisme volontairement «modéré»
Le langage extrémiste qui s'immisçait parfois dans certains tracts du temps d'Hartoy est banni et laisse place à l'esprit de « réconciliation nationale ». Les Croix-de-Feu s'opposent ainsi à l'internationalisme du Parti communiste et aux groupes d'extrême gauche, qui viennent fréquemment troubler les défilés. La Rocque est également le maître d'œuvre du développement organique de l'association et organise la propagande afin de privilégier les principes symbolisés par la fraternité combattante de ses membres (égalité, fidélité et respect) et transforme Le Flambeau, le mensuel du mouvement, en hebdomadaire.
L'ambition politique de l'association prend de l'ampleur et se précise dans l'ouvrage de La Rocque, Service public, paru en novembre 1934. Il met en avant la nécessité de brasser les classes (fait constaté au sein des Croix-de-Feu) et de généraliser le modèle de coopération entre classes qui a prévalu durant la Grande Guerre. La pierre angulaire de la « mystique Croix-de-Feu » est donc la réforme, tant institutionnelle que sociale :
- « profession organisée » de type corporatiste, inspirée du catholicisme social : coopération des industries par types d'activité, coopération entre patrons et travailleurs et réunion des travailleurs par branches ;
- association capital-travail ;
- salaire minimum ;
- congés payés ;
- veille de la qualité des loisirs populaires ;
- vote des femmes et vote familial ;
- réforme des procédés de travail parlementaire.

### Vers un recrutement de masse

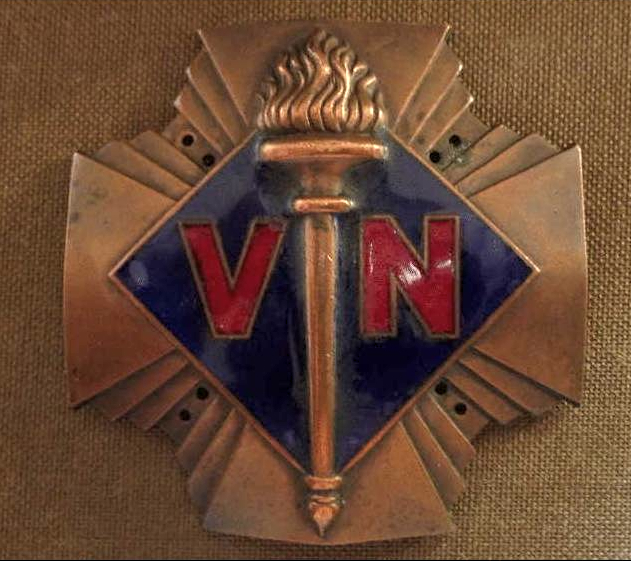
Insigne des Volontaires Nationaux.

Le programme politique et social du mouvement est défini à partir de 1931. Les Croix-de-Feu proposent le reclassement des pouvoirs dans la constitution de la IIIe République, notamment le renforcement de la Défense nationale face au « danger allemand » (articles de La Rocque dans la Revue hebdomadaire et la Revue de Paris) et le développement de la collaboration entre le capital et le travail. Afin de créer la base d'une action sociale, il mène également une stratégie d'élargissement du recrutement à d'autres catégories de sympathisants par la création d'un réseau d'associations :
- les Fils et Filles de Croix-de-Feu (décembre 1932) ;
- les Volontaires Nationaux (octobre 1933), auxquels appartiendront François Mitterrand (de 1935 à 1936) et Jean Mermoz (membre du comité directeur en juillet 1935) ;
- le Regroupement national autour des Croix-de-Feu (novembre 1933), réunit les sympathisants et lecteurs du Flambeau ;
- les Sections Féminines (mars 1934) ;
- les Groupes Universitaires (février 1935) ;
- les Syndicats professionnels (5 juin 1936).

Sous la direction de La Rocque, le mouvement Croix-de-Feu et ses associations apparentées voient leur importance numérique croître : 500 membres en 1928, 60 000 fin 1933, 150 000 dans les mois qui suivirent la manifestation du 6 février 1934 et 400 000 à 450 000 fin 1935,,. Dans son étude fouillée sur le mouvement, l'historien toulousain Guillaume Gros annonce même le chiffre de 500 000 adhérents. Les Croix-de-Feu représentent alors un puissant mouvement de masse et se posent en arbitre des partis, sans vouloir alors participer aux élections.

### Les œuvres sociales
Le lieutenant-colonel de La Rocque diversifie également les activités des associations apparentées en privilégiant les activités sociales :
- colonie des enfants Croix-de-Feu (1930) ;
- service d'entraide et de placement en région parisienne réservé aux membres (1931) ;
- vente de charité pour les fils de Croix-de-Feu (1932) ;
- section féminine d'action sociale (1934) : intervention auprès des victimes de catastrophes diverses et actions de bienfaisance de proximité (soupes populaires, vestiaires, ouvroirs, entraide matérielle) ;
- centres sociaux (1935) ;
- service de Préparation et d'Éducation Sportive, dit SPES (1936) : fait participer des enfants déshérités à des activités sportives ;
- travail et Loisirs : association à vocation sociale et artistique présidée par la mère de Jean Mermoz.

L'action sociale a d'abord été réalisée sous les auspices de l'épouse du duc Joseph Pozzo di Borgo puis elle a été prise en charge à partir de 1934 par Antoinette de Préval.

## Dissolution (1936)
Après les mesures d'interdictions prévues à la loi du 10 janvier 1936 sur les groupes de combat et milices privées, en réponse aux émeutes du 6 février 1934, les Croix-de-Feu et le Mouvement social français sont dissous, malgré un sursis du Conseil d'État, par un décret pris en Conseil des ministres le 18 juin 1936, sous le gouvernement du Front populaire.
Les Croix-de-Feu étaient évidemment visées par la loi en dépit de leur républicanisme, qui faisait contraste avec la plupart des ligues d'extrême droite réactionnaires ou fascisantes, dont La Rocque réprouvait l'activisme et l'opposition systématique au républicanisme. La capacité du mouvement à mobiliser des foules nombreuses et organisées et le programme d'action sociale, très proche de celui du Front populaire, pouvaient séduire de nombreux militants parmi la classe ouvrière. Au-delà de ce danger politique, c'était toutefois la forme d'organisation qui inquiétait les gouvernants.
Des cendres des Croix-de-Feu et du Mouvement social français naît le Parti social français (1936-1940).

## Débats
La question de l'appartenance des Croix-de-Feu aux ligues d'extrême droite est épineuse. René Rémond qualifie même le cas de « pièce maîtresse de la controverse sur le fascisme en France » (ibidem, édition de 1982). En effet, si les Croix-de-Feu sont assimilées par les observateurs extérieurs aux ligues nationalistes, ils n'en présentent que certains aspects : stricte discipline, mouvement fortement centralisé, délibérations secrètes, un service d'ordre (les Dispos). Ils présentent des différences avec d'autres ligues : pas d'uniformes, pas d'armes ou de baudriers ; un seul signe distinctif consistant en un brassard tricolore. Ils se distinguent des autres mouvements d'extrême droite en affichant plusieurs fois leur légalisme et leur indépendance.

### Des différences avec le fascisme

#### Le refus de s'allier avec l'extrême droite
Pour contrer le slogan de l'Action française, « Politique d'abord ! », élaboré par son chef, Charles Maurras, La Rocque fait adopter à son mouvement la devise « Social d'abord ! ».
En décembre 1932, les Croix-de-Feu refusent de s'associer aux manifestations nationalistes diligentées par l'Action française et les Jeunesses patriotes contre le paiement de la dette contractée auprès des États-Unis. Celles-ci constitueront par ailleurs, selon Michel Dobry, un moyen pour les ligues d'extrême droite d'évaluer leur détermination mutuelle, en faisant des « tests de position », en prévision d'une potentielle mobilisation générale.
Lors des manifestations du 6 février 1934 pendant l’affaire Stavisky, le colonel de La Rocque refuse d'attaquer le Parlement[source insuffisante] alors qu'il dispose de la force numérique suffisante pour le faire. Fidèle à la stratégie de la tension entretenue par ses troupes, La Rocque aligne ce jour-là environ 8 000 Croix-de-Feu sur les 12 000 à 15 000 membres revendiqués pour Paris et la banlieue. Sur consignes délibérées de leur président, les Croix-de-Feu se situent le 6 février sur la rive gauche de la Seine, entre la rue de l'Université, la rue de Varenne et la rue de Bourgogne. Ils se tiennent délibérément à distance des affrontements qui interviennent sur la rive droite, surtout autour de la place de la Concorde. La Rocque a donné une consigne de dispersion vers 21 h, sans chercher à forcer le mince barrage de police, qui interdisait l'accès par la place du Palais Bourbon. L'extrême droite ne lui pardonnera jamais cette « lâcheté » et cette attitude conforme à la légalité républicaine.
Les autres ligues vouent également La Rocque aux gémonies, parlant volontiers de trahison, et ne décolèrent pas lorsque les Croix-de-Feu refusent :
- d'adhérer au Front national (des ligues), constitué quelques semaines après le 6 février 1934 ;
- de souscrire à un programme autoritaire préconisé par Pierre Pucheu et d'autres en 1935[réf. nécessaire], ce qui provoque le départ de plusieurs militants à l'été 1935, surnommés « les maréchaux », qui finissent par rejoindre le Parti populaire français de Doriot en 1936 (dont le futur ministre de Vichy Pierre Pucheu, Bertrand de Maud'huy, Robert Loustau) ;
- de s'impliquer dans la campagne antisémite des extrémistes et de Maurras, les Juifs étant même conviés par La Rocque à commémorer le souvenir des anciens combattants juifs morts au champ d'honneur à la synagogue de la rue de la Victoire ;
- de descendre dans la rue pour contester la dissolution des ligues en juin 1936, mesure gouvernementale qui permet, au contraire, d'accélérer la transformation d'un groupement revendicatif en un parti politique à part entière, le futur Parti social français (PSF).

Certains des cadres et des membres des Croix-de-Feu ont cependant contesté les consignes et la stratégie de La Rocque, notamment sa volonté d'indépendance à l'égard des autres ligues, et ont tardé à exécuter les ordres reçus. Ces membres hésitent à rejoindre le PSF, à l'instar d'un dirigeant régional comme le Lorrain Raoul Nanty. En outre, le phénomène de double appartenance a existé : des Croix de Feu ont été membres d'autres organisations politiques comme les Jeunesses patriotes. Georges Scapini, député, est ainsi membre à la fois des Croix-de-Feu et des Jeunesses patriotes.

#### La condamnation du totalitarisme et de l'antisémitisme
La Rocque passe chez ses opposants pour l'incarnation du fascisme français, en dépit d'une hostilité affirmée et répétée à l'antisémitisme et au nazisme. Sa défense de la nation française prime tout autre type d'idées, surtout si elles proviennent de l'étranger. Selon de nombreuses sources, notamment René Rémond et les auteurs du rapport parlementaire sur le DPS, cette accusation, encore relayée par ceux qui affirment qu'un fascisme français a existé dans les années 1930, est fausse. Les Croix-de-Feu n'ont pas été mus par un nationalisme agressif, belliqueux et guerrier, comme l'ont été le fascisme et le nazisme.
La Rocque dénonçait la religion d'État, le racisme et la lutte des classes comme les principaux obstacles à la « réconciliation nationale » tant souhaitée (discours du 23 mai 1936). Mais La Rocque refusait aussi le mot « républicain », qu'il plaçait parmi ce qu'il appelait des « termes de division ».
L'antisémitisme observé au sein de sections du Parti social français, en particulier en Alsace et Moselle et en Algérie est chaque fois condamné dans les termes les plus fermes par La Rocque. Le rabbin de la grande synagogue de Paris (et futur grand-rabbin de France) Jacob Kaplan, encore profondément marqué par la Première Guerre mondiale, organise le 14 juin 1936 avec les Croix-de-Feu une cérémonie religieuse à la mémoire des anciens combattants juifs, faisant suite aux cérémonies organisées chaque année depuis 1933. Pour cela, il sera très critiqué par la Ligue internationale contre l’antisémitisme et de nombreux intellectuels de gauche. D'autre part, La Rocque est attaqué par l'extrême droite, qui l'accuse d'être l'allié des juifs.

### Controverse entre historiens
Certains historiens, tels que Zeev Sternhell, Robert Soucy ou Didier Leschi, continuent dans leurs écrits à catégoriser les Croix-de-Feu comme un exemple du fascisme français. 
La Rocque et les Croix-de-feu sont au cœur de la controverse sur le fascisme français entre certains historiens (René Rémond, Michel Winock, Serge Berstein ou Pierre Milza en tête) et d'autres historiens ou politologues, parfois étrangers (Zeev Sternhell, Ernst Nolte) :
- les premiers récusent l'existence d'un « fascisme français » autre que mineur ;
- les seconds considèrent que la France est le pays de naissance idéologique du fascisme au XIXe siècle (ligues antidreyfusardes) et que c'est naturellement que pendant les années 1930, les ligues ont pris cet aspect. Elles n'ont pas accédé au pouvoir par un « accident de l'histoire », mais la France est le berceau du fascisme. Ces historiens ne font pas toujours la différence entre les Croix de Feu et le PSF qui leur a succédé[13].

## Personnalités

### Dirigeants
- Maurice d'Hartoy, fondateur et premier président
- François de La Rocque, président à partir de 1931
- Joseph Levet, délégué régional de la Normandie et de l'Ile-de-France
- Jean Mermoz (1901-1936), aviateur.
- Noël Ottavi
- Joseph Pozzo di Borgo, membre du conseil d'administration des Croix de Feu, futur opposant à La Rocque.
- Antoinette de Préval, responsable de l'action sociale des Croix de Feu.
- Georges Riché, trésorier

### Membres
- Jean Borotra, homme d'affaires et champion de tennis.
- Claude Delvincourt (1888-1954), compositeur et directeur du Conservatoire de Paris.
- Stanislas Devaud, futur député PSF
- François Fourcault de Pavant, futur député PSF
- Augustin-Belkacem Ibazizen (1897-1980), avocat, homme politique et écrivain français. Militant Croix-de-Feu puis PSF de 1932 à 1939[14].
- Georges Laederich, industriel, président d'une section
- Bertrand de Maud'huy, animateur des Volontaires nationaux, 1934-1935
- François Mitterrand (1916-1996), président de la République française de 1981 à 1995, membre des Volontaires nationaux.
- Raoul Nanty, délégué régional des Croix de Feu en Lorraine
- Émile Peter, parlementaire
- Lucien Polimann, clerc et parlementaire
- Pierre Pucheu, Volontaire national, 1934-1935
- Georges Scapini, parlementaire
- Xavier Vallat, parlementaire, futur opposant à La Rocque
- Jean Ybarnégaray, parlementaire, futur vice-président du PSF

## Mémorial
La chapelle Notre-Dame des Croix, aménagée à Vic-sur-Cère (Haute-Auvergne), près du château d'Olmet, est inaugurée en 1964. Elle est consacrée au souvenir des aviateurs morts pour la France, des fils de La Rocque, les deux pilotes morts en service commandé et à celui de Jean Mermoz.

### Sources primaires
- Comité de vigilance des intellectuels antifascistes, Les Croix de feu, leur chef, leur programme, 1935.
- François de La Rocque, Pour la conférence du désarmement. La Sécurité française, Impr. De Chaix, 1932.
- François de La Rocque, Service public, Grasset, 1934 (Lire en ligne).
- François de La Rocque, Le Mouvement Croix de feu au secours de l'agriculture française, Mouvement Croix-de-Feu, 1935.
- François de La Rocque, Pourquoi j'ai adhéré au Parti social français, Société d'éditions et d'abonnements, Paris, décembre 1936.
- Mouvement social français de Croix-de-Feu, Pourquoi nous sommes devenus Croix-de-Feu (manifeste), Siège des groupes de Clermont (Oise), 1937; [lire en ligne].
- François de La Rocque, Union, esprit, famille, discours prononcé par La Rocque au Vél'd'hiv, Paris, 28 janvier 1938, Impr. Commerciale, 1938.
- Paul Creyssel, La Rocque contre Tardieu, F. Sorlot, Paris, février 1939.
- François de La Rocque, Paix ou guerre (discours prononcé au Conseil national du PSF, suivi de l'ordre du jour voté au Conseil ; Paris, 22 avril 1939), S.E.D.A., Paris, 1939.
- François de La Rocque, Discours, Parti social français. Ier Congrès national agricole. 17-18 février 1939., SEDA, 1939.
- François de La Rocque, Disciplines d'action, Éditions du Petit Journal, Clermont-Ferrand, 1941.
- François de La Rocque, Au service de l'avenir, réflexions en montagne, Société d'édition et d'abonnement, 1949.
- François de La Rocque, Pourquoi je suis républicain, carnets de captivité (intro. et éd. Serge Berstein), Paris, Seuil, 2014.
- Croix-de-Feu, Le Complot communo-socialiste, l'insurrection armée dans l'unité d'action, Grasset, 1935.
- Paul Chopine, Six ans chez les Croix de Feu, Gallimard, 1935, 191 pages (avec les annexes)
- Amis de La Rocque, Pour mémoire : La Rocque, les Croix de feu et le Parti social français, Association des amis de La Rocque, Paris, 1985.